# Alcea fasciculiflora
Alcea fasciculiflora är en malvaväxtart som beskrevs av Zoh.. Alcea fasciculiflora ingår i släktet stockrosor, och familjen malvaväxter. Inga underarter finns listade i Catalogue of Life.